# Etichettatura degli pneumatici

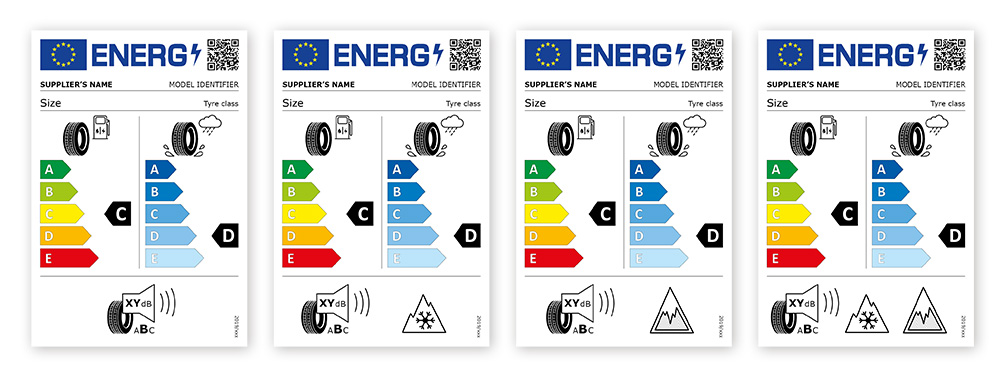
Etichette per pneumatici dell'Unione Europea nella versione del regolamento 2020/740.

L'etichettatura degli pneumatici (nome ufficiale: Tyre label, in inglese) è una classificazione degli pneumatici per autoveicoli creata dall'Unione europea. 
Secondo le disposizioni del Regolamento UE 2020/740 “sull'etichettatura dei pneumatici in relazione al consumo di carburante e ad altri parametri”, i produttori di pneumatici devono, a partire dal 1º maggio 2021, indicare le classi di efficienza energetica (coefficiente di resistenza al rotolamento, di aderenza sul bagnato, e di rumore di rotolamento esterno) con il corrispondente valore misurato e l'aderenza su neve e ghiaccio per ciascun prodotto.

## Storia
Questa iniziativa nasce da una proposta della Commissione Europea del 2008 e faceva parte del Piano d'azione per l'efficienza energetica, che mirava a migliorare l'efficienza di prodotti, edifici e servizi al fine di ridurre il consumo energetico del 20% entro il 2020. L'UE ha creato un sistema di etichettatura per elettrodomestici come frigoriferi, lavatrici e televisori per informare meglio i cittadini europei sui loro consumi energetici.
Il consumo annuo di carburante correlato alla resistenza al rotolamento degli pneumatici era di 650 TWh all'anno nel 2005, prima dell'introduzione delle misure di etichettatura degli pneumatici. Si stimava che, in assenza di tali misure, questo valore sarebbe aumentato fino a 660 TWh all'anno entro il 2030.
Il regolamento sull'etichettatura dei pneumatici, entrato in vigore per la prima volta nel 2012, ha contribuito secondo le stime dell'UE a ridurre il consumo energetico fino a 45 TWh all'anno e a evitare circa 15 milioni di tonnellate di emissioni di CO2 all'anno fino al 2020.
Il Regno Unito, sebbene non più facente parte dell'Unione europea, mantiene ancora la regolamentazione degli pneumatici implementata nel 2012 quando ne era membro; l'Irlanda del nord utilizza però le versioni aggiornate del Regolamento 2020/740.

## Caratteristiche

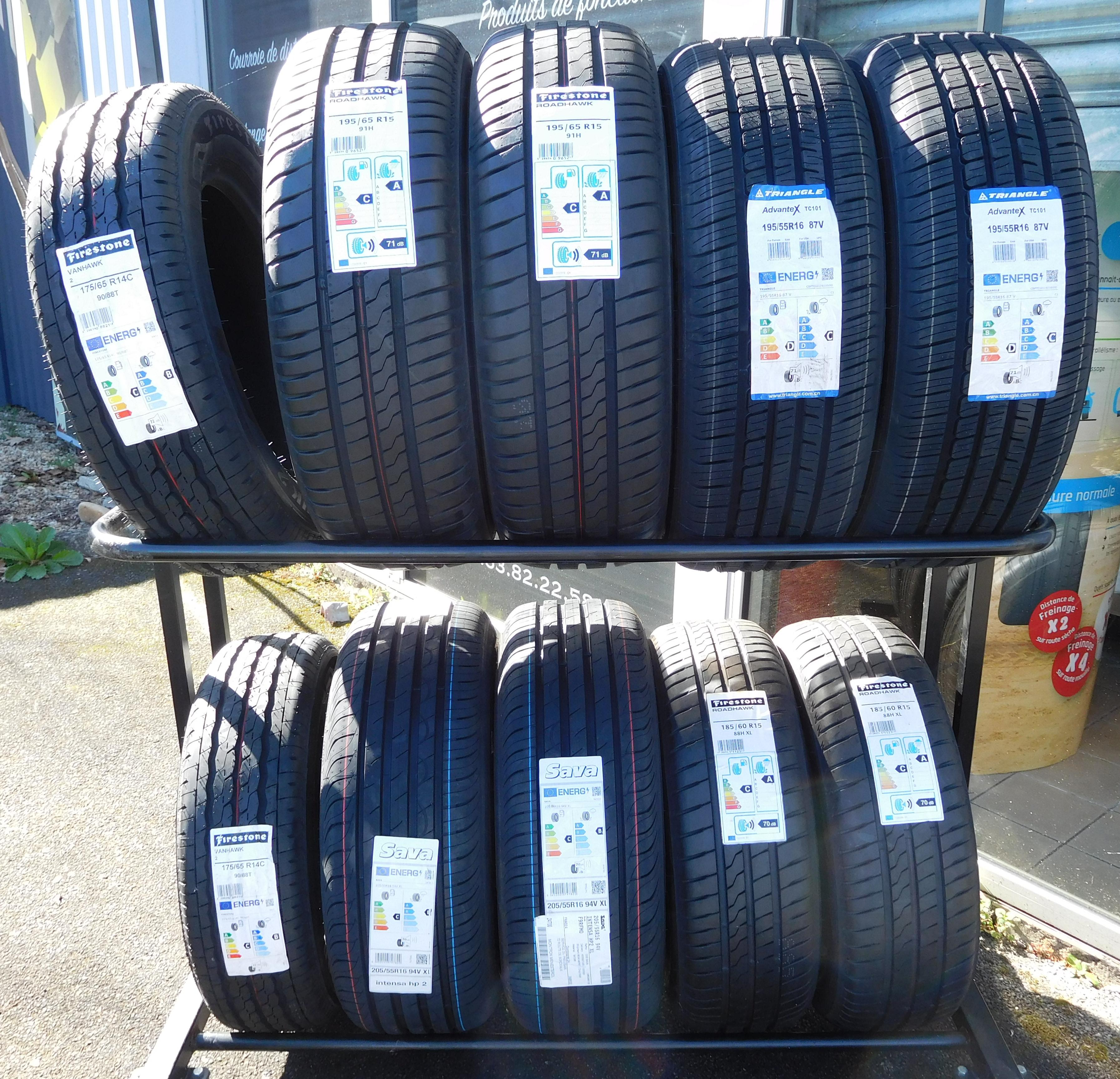
Pneumatici per auto, delle marche Firestone, Sava, Triangle, con etichettatura.

A tal fine, deve essere apposta come adesivo un'etichetta di 7,5 × 11 cm, conforme all'Allegato II del Regolamento UE, su ogni singolo pneumatico oppure u deve essere allegata ad ogni lotto di pneumatici identici un'etichetta stampata. Tali informazioni devono essere incluse anche nel materiale tecnico promozionale e tutte le informazioni riportate sull'etichetta del pneumatico o nella scheda tecnica sono definite con precisione nella forma, nel contenuto e nella presentazione.
Le informazioni contenute nel materiale tecnico-promozionale degli pneumatici devono essere fornite nel seguente ordine:
1. Classe di efficienza del carburante (lettere da “A” a “E”)
2. Classe di aderenza sul bagnato (lettere da “A” a “E”)
3. Classe di rumore di rotolamento esterno e valore misurato
4. Indicazione se lo pneumatico è adatto all'uso in condizioni di neve estreme
5. Indica se si tratta di uno pneumatico da ghiaccio

L'etichetta degli pneumatici utilizza una classificazione che inizia con la migliore (categoria "A") e termina con la peggiore (categoria "E"). Le scale colorate classificano la resistenza al rotolamento e la frenata sul bagnato. Il grado A è il punteggio più alto.
Le categorie di pneumatici che non sono interessate dall'etichettatura sono:
- pneumatici ricostituiti, fino a quando non verrà effettuata una corrispondente estensione del Regolamento UE 2020/740
- pneumatici per fuoristrada
- Pneumatici da corsa
- Pneumatici con dispositivi aggiuntivi per migliorare la trazione, ad esempio pneumatici chiodati
- Ruota di scorta di tipo T
- Pneumatici progettati esclusivamente per essere montati su veicoli immatricolati prima del 1º ottobre 1990
- Pneumatici con velocità consentita inferiore a 80 km/h
- Pneumatici per cerchi con diametro ≤254 mm o ≥635 mm

L'etichetta informa i clienti sui criteri di resistenza al rotolamento, aderenza sul bagnato ed emissioni acustiche, tuttavia nella valutazione di qualità di uno penumatico sono coinvolti molti altri fattori prestazionali quali l'aderenza sull'asciutto, che non viene presa in considerazione sebbene la guida su strade asciutte sia di gran lunga lo scenario di utilizzo più comune. Altri fattori non considerati includono la resistenza all'aquaplaning, la stabilità di guida, la precisione dello sterzo, l'abrasione o usura, la durata chilometrica, il rumore di rotolamento all'interno del veicolo, gli inquinanti come gli IPA.

### Classe di resistenza al rotolamento
La resistenza al rotolamento è il parametro chiave per misurare l'efficienza energetica di uno pneumatico e, pertanto, ha un impatto diretto sul consumo di carburante di un veicolo. Maggiore è la resistenza al rotolamento, minore è l'autonomia del veicolo a parità di energia; al contrario, maggiore è il consumo di carburante a parità di distanza percorsa. La resistenza al rotolamento è un parametro con un impatto rilevante sugli aspetti economici, oltre che su quelli ambientali (come le emissioni di CO2). La differenza tra ciascuna classe può comportare in media una differenza di 80 litri di consumo di carburante, in un'auto a combustione interna durante la vita utile dello pneumatico, o decine di chilometri di autonomia per ogni carica per un veicolo elettrico.
Questo dipende essenzialmente dal tipo di veicolo e dalle condizioni di guida. La resistenza al rotolamento, espressa come forza, si calcola moltiplicando il coefficiente di resistenza al rotolamento CR per la massa gravitazionale del veicolo. Il coefficiente di resistenza al rotolamento viene misurato in N/kN a 80 km/h e con un carico pari all'80% della capacità massima dello pneumatico su un banco prova a tamburo.
Viene fatta una distinzione tra le classi di efficienza da A a E per gli pneumatici C1 (per automobili). Per le classi di pneumatici C2 (veicoli commerciali leggeri) e C3 (veicoli commerciali pesanti), i coefficienti di resistenza al rotolamento in kg/tonnellata sono assegnati alle categorie da A a G.
Uno pneumatico di classe C1 con la categoria verde "A" consuma 0,1 l di carburante in meno ogni 100 km rispetto a uno pneumatico di classe "B". Sulla base di un consumo medio di 6,6 l/100 km, il consumo aumenta come segue:
|                                         | B             | C             | D             | E             |
| --------------------------------------- | ------------- | ------------- | ------------- | ------------- |
| Consumo rispetto alla classe precedente | 0,10 l/100 km | 0,12 l/100 km | 0,14 l/100 km | 0,15 l/100 km |
| Consumo rispetto alla classe A          | 0,10 l/100 km | 0,22 l/100 km | 0,36 l/100 km | 0,51 l/100 km |

### Classe di aderenza sul bagnato
Il coefficiente di aderenza tra la superficie stradale e lo pneumatico viene misurato su una pista bagnata rispetto a uno pneumatico di riferimento standardizzato (SRTT – Standard Reference Test Tire). A tale scopo, vengono utilizzati pneumatici di riferimento il più possibile simili al tipo di pneumatico in prova.
Il valore misurato standardizzato (temperatura di riferimento e aderenza di riferimento della pista di prova) viene assegnato alla classe corrispondente.
Il risultato è il cosiddetto "coefficiente di aderenza sul bagnato G", che rappresenta il rapporto tra le prestazioni di frenata misurate (quelle dello pneumatico in prova rispetto a quelle dello pneumatico di riferimento).
In base al coefficiente di aderenza sul bagnato G ottenuto dallo pneumatico in prova e alla sua classe di appartenenza (C1, C2 o C3), lo pneumatico viene quindi assegnato alla corrispondente classe di aderenza sul bagnato.
Vengono utilizzati due metodi di misurazione, le cui condizioni e specifiche esatte sono stabilite nel regolamento UN 117:
- Distanza di frenata con ABS
- Coefficiente di attrito massimo tra pneumatici e superficie stradale su un rimorchio speciale

|                                                   | B         | C         | D          | E          |
| ------------------------------------------------- | --------- | --------- | ---------- | ---------- |
| Spazio di frenata rispetto alla classe precedente | + 3 metri | + 4 metri | + 5 metri  | + 6 metri  |
| Spazio di frenata rispetto alla classe A          | + 3 metri | + 7 metri | + 12 metri | + 18 metri |

### Livello di rumore di rotolamento esterno
Il livello di rumorosità dello pneumatico viene misurato in dB(A) su un veicolo in movimento a 80 km/h su una pista di prova specificata secondo ISO 10844. Dopo la normalizzazione alla temperatura di riferimento, lo pneumatico viene assegnato alle classi specificate.
Il pittogramma con la classificazione “A” indica che il rumore esterno di rotolamento dello pneumatico è inferiore di oltre 3 dB al valore limite UE valido fino al 2016; la classificazione “B” significa che il rumore di rotolamento esterno dello pneumatico è inferiore di meno di 3 dB, o uguale, al valore limite UE applicabile fino al 2016; la classificazione "C" supera il limite specificato nei regolamenti di omologazione.
I livelli di rumore nella classe C sono consentiti solo per pneumatici molto specifici, a causa di una restrizione introdotta dalla legislazione sull'omologazione. 

### Condizioni di neve estreme
Le caratteristiche di accelerazione o frenata di uno pneumatico sulla neve vengono misurate rispetto a uno pneumatico di riferimento standardizzato (SRTT, Standard Reference Test Tire): se lo pneumatico misurato dimostra almeno il 7% di prestazioni migliori rispetto all'SRTT, può essere contrassegnato con il simbolo 3PMSF.

### Condizioni di ghiaccio estreme
Le caratteristiche di accelerazione o frenata di uno pneumatico sul ghiaccio vengono misurate rispetto a uno pneumatico di riferimento standardizzato (SRTT, Standard Reference Test Tire): se lo pneumatico misurato dimostra almeno il 18% di prestazioni migliori rispetto all'SRTT, può essere contrassegnato con il simbolo della montagna con ghiaccio. Questi pneumatici nordici sono specificamente progettati per le condizioni invernali.
Questi pneumatici garantiscono uno spazio di frenata ridotto su strade ghiacciate in inverno e i test sono conformi alla norma ISO 19447. Solitamente offrono prestazioni molto scarse sul bagnato, pertanto non dovrebbero essere utilizzati nei paesi con climi più miti.

## Normative e paesi
Dopo l'Unione europea, altri paesi hanno introdotto sistemi di classificazione degli penumatici.
In Svizzera, l'ordinanza sull'efficienza energetica (OEEne) ha recepito le norme del regolamento UE sull'etichettatura degli pneumatici 2020/740; l'etichetta degli pneumatici in Svizzera è identica a quella dell'Unione europea. Sono state adeguate le prescrizioni sui dati relativi alla classe di efficienza energetica del carburante e ad altre caratteristiche dei pneumatici; l'etichetta degli pneumatici fornisce informazioni sull'efficienza del carburante, l'aderenza sul bagnato e la rumorosità di rotolamento.
In Giappone esiste un sistema di classificazione che valuta due criteri: la resistenza al rotolamento e l'aderenza sul bagnato. La scala della resistenza al rotolamento è divisa in cinque classi (AAA, AA, A, B, C), mentre la scala dell'aderenza sul bagnato è divisa in quattro classi (a, b, c, d).
L'etichetta degli pneumatici in Corea del Sud valuta due criteri: la resistenza al rotolamento e l'aderenza sul bagnato. Entrambi sono valutati su una scala da 1 a 5, dove 1 è il migliore.